# Troisième circonscription de Loir-et-Cher
La troisième circonscription de Loir-et-Cher est l'une des trois circonscriptions législatives françaises que compte le département de Loir-et-Cher (41) situé en région Centre-Val de Loire.

## Description géographique et démographique

### De 1958 à 1986
La troisième circonscription de Loir-et-Cher était composée de :
- canton de Droué
- canton de Marchenoir
- canton de Mondoubleau
- canton de Montoire-sur-le-Loir
- canton de Morée
- canton d'Ouzouer-le-Marché
- canton de Saint-Amand-de-Vendôme
- canton de Savigny-sur-Braye
- canton de Selommes
- canton de Vendôme

Source : Journal Officiel du 14-15 octobre 1958.

### Depuis 1988
La troisième circonscription de Loir-et-Cher est délimitée par le découpage électoral de la loi no 86-1197 du 24 novembre 1986, elle regroupe les divisions administratives suivantes :
- canton de Droué
- canton de Marchenoir
- canton de Mer
- canton de Mondoubleau
- canton de Montoire-sur-le-Loir
- canton de Morée
- canton d'Ouzouer-le-Marché
- canton de Saint-Amand-Longpré
- canton de Savigny-sur-Braye
- canton de Selommes
- canton de Vendôme-1
- canton de Vendôme-2

D'après le recensement général de la population en 1999, réalisé par l'Institut national de la statistique et des études économiques (INSEE), la population totale de cette circonscription est estimée à 89 100 habitants,.

## Historique des députations
| Législature | Début de mandat  | Fin de mandat    | Député            | Parti politique | Observations |
| ----------- | ---------------- | ---------------- | ----------------- | --------------- | --- |
| Ire         | 30 novembre 1958 | 24 novembre 1963 | Pierre Mahias     | MRP             | Mandat écourté à la suite d'une dissolution parlementaire décidée par Charles de Gaulle. |
| IIe         | 25 novembre 1962 | 11 mars 1967     | Gérard Yvon       | SFIO            | Maire de Vendôme (1953-1970) |
| IIIe        | 12 mars 1967     | 30 mai 1968      | Gérard Yvon       | SFIO            | Maire de Vendôme (1953-1970) Mandat écourté à la suite d'une dissolution parlementaire décidée par Charles de Gaulle. |
| IVe         | 30 juin 1968     | 13 avril 1972    | Paul Cormier ,    | CD              | Paul Cormier décède dans un accident de voiture et sera remplacé par son suppléant Jean Desanlis , |
| Ve          | 11 mars 1973     | 18 mars 1978     | Jean Desanlis ,   | UDF             | Conseiller général du canton de Saint-Amand-Longpré (1973-2001) |
| VIe         | 19 mars 1978     | 20 juin 1981     | Jean Desanlis ,   | UDF             | Conseiller général du canton de Saint-Amand-Longpré (1973-2001) Mandat écourté à la suite d'une dissolution parlementaire décidée par François Mitterrand.                                                                     |
| VIIe        | 21 juin 1981     | 1er avril 1986   | Jean Desanlis ,   | UDF             | Conseiller général du canton de Saint-Amand-Longpré (1973-2001) |
| VIIIe       | 2 avril 1986     | 14 mai 1988      | Jean Desanlis ,   | UDF             | Conseiller général du canton de Saint-Amand-Longpré (1973-2001) Proportionnelle par département, pas de député par circonscription. Mandat écourté à la suite d'une dissolution parlementaire décidée par François Mitterrand. |
| IXe         | 23 juin 1988     | 1er avril 1993   | Jean Desanlis,    | UDF,            | Conseiller général du canton de Saint-Amand-Longpré (1973-2001) |
| Xe          | 2 avril 1993     | 21 avril 1997    | Jean Desanlis,    | UDF,            | Conseiller général du canton de Saint-Amand-Longpré (1973-2001) Mandat écourté à la suite d'une dissolution parlementaire décidée par Jacques Chirac.                                                                          |
| XIe         | 12 juin 1997     | 18 juin 2002     | Maurice Leroy,    | UDF,            | Président du Conseil général (2004-2017) |
| XIIe        | 19 juin 2002     | 19 juin 2007     | Maurice Leroy,    | UDF,            | |
| XIIIe       | 20 juin 2007     | 19 juin 2012     | Maurice Leroy,    | NC,             | Président du Conseil général (2004-2017) |
| XIVe        | 20 juin 2012     | 20 juin 2017     | Maurice Leroy,    | NC,             | Président du Conseil général (2004-2017) |
| XVe         | 21 juin 2017     | 21 juin 2022     | Maurice Leroy,    | LC,             | Président du Conseil général (2004-2017) Démissionnaire et remplacé en 2019 par son suppléant Pascal Brindeau |
| XVIe        | 22 juin 2022     | 9 juin 2024      | Christophe Marion | RE              | Maire de Saint-Ouen (Loir-et-Cher) (2020-2022) Mandat écourté à la suite d'une dissolution parlementaire décidée par Emmanuel Macron.                                                                                          |
| XVIIe       | 8 juillet 2024   | En cours         | Christophe Marion | RE              | |

## Historique des élections

### Élections de 1958
| Candidat       | Candidat                   | Parti          | Premier tour | Premier tour | Second tour | Second tour |  |
| Candidat       | Candidat                   | Parti          | Voix         | %            | Voix        | %           |  |
| -------------- | -------------------------- | -------------- | ------------ | ------------ | ----------- | ----------- |  |
|                | Pierre Mahias élu          | MRP            | 7 987        | 21,47        | 14 811      | 38,38       |  |
|                | Gérard Yvon                | SFIO           | 7 766        | 20,88        | 9 800       | 25,4        |  |
|                | Robert Pesquet             | UFF            | 7 419        | 19,94        | 9 003       | 23,33       |  |
|                | Raymond Hamel              | PCF            | 5 749        | 15,45        | 4 974       | 12,89       |  |
|                | Pierre Denis               | CNIP           | 5 541        | 14,9         | Retrait     | Retrait     |  |
|                | Guillaume-Charles Desanges | UNR            | 2 737        | 7,36         | Retrait     | Retrait     |  |
|                |                            |                |              |              |             |             |  |
| Inscrits       | Inscrits                   | Inscrits       | 49 553       | 100,00       | 49 579      | 100,00      |  |
| Abstentions    | Abstentions                | Abstentions    | 11 208       | 22,62        | 10 400      | 20,98       |  |
| Votants        | Votants                    | Votants        | 38 345       | 77,38        | 39 179      | 79,02       |  |
| Blancs et nuls | Blancs et nuls             | Blancs et nuls | 1 146        | 2,99         | 591         | 1,51        |  |
| Exprimés       | Exprimés                   | Exprimés       | 37 199       | 97,01        | 38 588      | 98,49       |  |

Le suppléant de Pierre Mahias était Paul Richard, cultivateur, adjoint au maire de Prunay-Cassereau.

### Élections de 1962
| Candidat       | Candidat              | Parti          | Premier tour | Premier tour | Second tour | Second tour |  |
| Candidat       | Candidat              | Parti          | Voix         | %            | Voix        | %           |  |
| -------------- | --------------------- | -------------- | ------------ | ------------ | ----------- | ----------- |  |
|                | Pierre Mahias sortant | MRP            | 9 759        | 32,04        | 17 107      | 49,01       |  |
|                | Gérard Yvon élu       | SFIO           | 8 230        | 27,02        | 17 796      | 50,99       |  |
|                | Georges Domengié      | UNR-UDT        | 6 157        | 20,21        | Retrait     | Retrait     |  |
|                | Roger Leclerc         | PCF            | 5 139        | 16,87        | Retrait     | Retrait     |  |
|                | Victor Vaury          | UFF            | 705          | 2,31         |             |             |  |
|                | Jean Bidault          | Radsoc         | 469          | 1,54         |             |             |  |
|                |                       |                |              |              |             |             |  |
| Inscrits       | Inscrits              | Inscrits       | 49 380       | 100,00       | 49 377      | 100,00      |  |
| Abstentions    | Abstentions           | Abstentions    | 17 699       | 35,84        | 12 978      | 26,28       |  |
| Votants        | Votants               | Votants        | 31 681       | 64,16        | 36 399      | 73,72       |  |
| Blancs et nuls | Blancs et nuls        | Blancs et nuls | 1 222        | 3,86         | 1 496       | 4,11        |  |
| Exprimés       | Exprimés              | Exprimés       | 30 459       | 96,14        | 34 903      | 95,89       |  |

Le suppléant de Gérard Yvon était René Dubois, cultivateur, maire de Cellé.

### Élections de 1967
| Candidat       | Candidat                  | Parti          | Premier tour | Premier tour | Second tour | Second tour |  |
| Candidat       | Candidat                  | Parti          | Voix         | %            | Voix        | %           |  |
| -------------- | ------------------------- | -------------- | ------------ | ------------ | ----------- | ----------- |  |
|                | Gérard Yvon sortant réélu | FGDS (SFIO)    | 15 120       | 38,62        | 22 920      | 59,68       |  |
|                | Pierre Mahias             | CD (PDM)       | 9 246        | 23,62        | 15 482      | 40,32       |  |
|                | Alexis Péron              | UD-Ve          | 8 669        | 22,14        | Retrait     | Retrait     |  |
|                | Jean Leleu                | PCF            | 6 117        | 15,62        | Retrait     | Retrait     |  |
|                |                           |                |              |              |             |             |  |
| Inscrits       | Inscrits                  | Inscrits       | 49 227       | 100,00       | 49 223      | 100,00      |  |
| Abstentions    | Abstentions               | Abstentions    | 9 003        | 18,29        | 9 323       | 18,94       |  |
| Votants        | Votants                   | Votants        | 40 224       | 81,71        | 39 900      | 81,06       |  |
| Blancs et nuls | Blancs et nuls            | Blancs et nuls | 1 072        | 2,67         | 1 498       | 3,75        |  |
| Exprimés       | Exprimés                  | Exprimés       | 39 152       | 97,33        | 38 402      | 96,25       |  |

Le suppléant de Gérard Yvon était René Dubois.

### Élections de 1968
| Candidat       | Candidat               | Parti          | Premier tour | Premier tour | Second tour | Second tour |  |
| Candidat       | Candidat               | Parti          | Voix         | %            | Voix        | %           |  |
| -------------- | ---------------------- | -------------- | ------------ | ------------ | ----------- | ----------- |  |
|                | Gérard Yvon sortant    | FGDS (SFIO)    | 13 389       | 35,32        | 18 710      | 48,07       |  |
|                | Paul Cormier élu       | CD (PDM)       | 8 451        | 22,29        | 20 215      | 51,93       |  |
|                | Charles-Bernard Dufour | UDR (URP)      | 7 462        | 19,68        | Retrait     | Retrait     |  |
|                | Jacques Pejot          | PCF            | 4 762        | 12,56        |             |             |  |
|                | Christian Desjardins   | RI             | 3 848        | 10,15        |             |             |  |
|                |                        |                |              |              |             |             |  |
| Inscrits       | Inscrits               | Inscrits       | 48 713       | 100,00       | 48 707      | 100,00      |  |
| Abstentions    | Abstentions            | Abstentions    | 9 920        | 20,36        | 8 847       | 18,16       |  |
| Votants        | Votants                | Votants        | 38 793       | 79,64        | 39 860      | 81,84       |  |
| Blancs et nuls | Blancs et nuls         | Blancs et nuls | 881          | 2,27         | 935         | 2,35        |  |
| Exprimés       | Exprimés               | Exprimés       | 37 912       | 97,73        | 38 925      | 97,65       |  |

Le suppléant de Paul Cormier était Jean Desanlis, docteur-vétérinaire, conseiller municipal de Vendôme. Jean Desanlis remplaça Paul Cormier, décédé, du 14 avril 1972 au 1er avril 1973.

### Élections de 1973
| Candidat       | Candidat                    | Parti          | Premier tour | Premier tour | Second tour | Second tour |  |
| Candidat       | Candidat                    | Parti          | Voix         | %            | Voix        | %           |  |
| -------------- | --------------------------- | -------------- | ------------ | ------------ | ----------- | ----------- |  |
|                | Jean Desanlis sortant réélu | CDP (URP)      | 13 150       | 32,32        | 21 851      | 52,69       |  |
|                | Robert Girond               | PS (UGSD)      | 11 707       | 28,78        | 19 623      | 47,31       |  |
|                | Pierre Fauchon              | CD (MR)        | 9 037        | 22,21        | Retrait     | Retrait     |  |
|                | Claude Breton               | PCF            | 6 790        | 16,69        | Retrait     | Retrait     |  |
|                |                             |                |              |              |             |             |  |
| Inscrits       | Inscrits                    | Inscrits       | 50 646       | 100,00       | 50 633      | 100,00      |  |
| Abstentions    | Abstentions                 | Abstentions    | 8 792        | 17,36        | 8 112       | 16,02       |  |
| Votants        | Votants                     | Votants        | 41 854       | 82,64        | 42 521      | 83,98       |  |
| Blancs et nuls | Blancs et nuls              | Blancs et nuls | 1 170        | 2,8          | 1 047       | 2,46        |  |
| Exprimés       | Exprimés                    | Exprimés       | 40 684       | 97,2         | 41 474      | 97,54       |  |

Le suppléant de Jean Desanlis était Bernard Peltier, agriculteur, maire de Romilly-du-Perche.

### Élections de 1978
| Candidat       | Candidat                    | Parti          | Premier tour | Premier tour | Second tour | Second tour |  |
| Candidat       | Candidat                    | Parti          | Voix         | %            | Voix        | %           |  |
| -------------- | --------------------------- | -------------- | ------------ | ------------ | ----------- | ----------- |  |
|                | Jean Desanlis sortant réélu | UDF (CDS)      | 23 256       | 49,05        | 26 491      | 54,07       |  |
|                | Robert Girond               | PS             | 12 542       | 26,45        | 22 499      | 45,93       |  |
|                | Bernard Hemme               | PCF            | 7 348        | 15,5         | Retrait     | Retrait     |  |
|                | Philippe Moutié             | Écologie 78    | 1 905        | 4,02         |             |             |  |
|                | Nicole Lheron               | LO             | 1 377        | 2,9          |             |             |  |
|                | Roland Deniau               | PSU (FA)       | 985          | 2,08         |             |             |  |
|                |                             |                |              |              |             |             |  |
| Inscrits       | Inscrits                    | Inscrits       | 57 081       | 100,00       | 57 073      | 100,00      |  |
| Abstentions    | Abstentions                 | Abstentions    | 8 509        | 14,91        | 7 247       | 12,7        |  |
| Votants        | Votants                     | Votants        | 48 572       | 85,09        | 49 826      | 87,3        |  |
| Blancs et nuls | Blancs et nuls              | Blancs et nuls | 1 159        | 2,39         | 836         | 1,68        |  |
| Exprimés       | Exprimés                    | Exprimés       | 47 413       | 97,61        | 48 990      | 98,32       |  |

Le suppléant de Jean Desanlis était Bernard Peltier.

### Élections de 1981
| Candidat       | Candidat                    | Parti          | Premier tour | Premier tour | Second tour | Second tour |  |
| Candidat       | Candidat                    | Parti          | Voix         | %            | Voix        | %           |  |
| -------------- | --------------------------- | -------------- | ------------ | ------------ | ----------- | ----------- |  |
|                | Jean Desanlis sortant réélu | UDF (CDS)      | 21 896       | 49,94        | 24 221      | 51,20       |  |
|                | Robert Girond               | PS             | 17 223       | 39,28        | 23 090      | 48,80       |  |
|                | Bernard Hemme               | PCF            | 4 723        | 10,77        |             |             |  |
|                |                             |                |              |              |             |             |  |
| Inscrits       | Inscrits                    | Inscrits       | 58 067       | 100,00       | 58 060      | 100,00      |  |
| Abstentions    | Abstentions                 | Abstentions    | 13 537       | 23,31        | 10 079      | 17,36       |  |
| Votants        | Votants                     | Votants        | 44 530       | 76,69        | 47 981      | 82,64       |  |
| Blancs et nuls | Blancs et nuls              | Blancs et nuls | 688          | 1,55         | 670         | 1,4         |  |
| Exprimés       | Exprimés                    | Exprimés       | 43 842       | 98,45        | 47 311      | 98,6        |  |

Le suppléant de Jean Desanlis était Bernard Peltier.

### Élections de 1988
| Candidat       | Candidat                    | Parti          | Premier tour | Premier tour | Second tour | Second tour |  |
| Candidat       | Candidat                    | Parti          | Voix         | %            | Voix        | %           |  |
| -------------- | --------------------------- | -------------- | ------------ | ------------ | ----------- | ----------- |  |
|                | Jean Desanlis sortant réélu | UDF (AD) (URC) | 21 079       | 45,23        | 25 847      | 52,07       |  |
|                | Robert Girond               | PS             | 18 112       | 38,87        | 23 792      | 47,93       |  |
|                | Gérard Chiquet              | FN             | 3 722        | 7,99         |             |             |  |
|                | Jean-Jacques Mansart        | PCF            | 3 689        | 7,92         |             |             |  |
|                |                             |                |              |              |             |             |  |
| Inscrits       | Inscrits                    | Inscrits       | 67 056       | 100,00       | 67 038      | 100,00      |  |
| Abstentions    | Abstentions                 | Abstentions    | 19 401       | 28,93        | 16 187      | 24,15       |  |
| Votants        | Votants                     | Votants        | 47 655       | 71,07        | 50 851      | 75,85       |  |
| Blancs et nuls | Blancs et nuls              | Blancs et nuls | 1 053        | 2,21         | 1 212       | 2,38        |  |
| Exprimés       | Exprimés                    | Exprimés       | 46 602       | 97,79        | 49 639      | 97,62       |  |

Le suppléant de Jean Desanlis était Claude Denis, commerçant, conseiller général, conseiller municipal de Mer.

### Élections de 1993
| Candidat       | Candidat                    | Parti          | Premier tour | Premier tour | Second tour | Second tour |  |
| Candidat       | Candidat                    | Parti          | Voix         | %            | Voix        | %           |  |
| -------------- | --------------------------- | -------------- | ------------ | ------------ | ----------- | ----------- |  |
|                | Jean Desanlis sortant réélu | UDF (AD)       | 15 680       | 33,4         | 26 804      | 59,71       |  |
|                | Daniel Chanet               | PS (ADFP)      | 9 639        | 20,53        | 18 086      | 40,29       |  |
|                | Hubert d'Alançon            | Divers droite  | 8 167        | 17,4         |             |             |  |
|                | Aymar de Boisgrollier       | FN             | 5 422        | 11,55        |             |             |  |
|                | Jean-Jacques Mansart        | PCF            | 3 609        | 7,69         |             |             |  |
|                | Josiane Simon               | GÉ (EÉ)        | 2 941        | 6,26         |             |             |  |
|                | Andrée Chrétien             | LT-LNÉ         | 1 490        | 3,17         |             |             |  |
|                |                             |                |              |              |             |             |  |
| Inscrits       | Inscrits                    | Inscrits       | 68 055       | 100,00       | 68 046      | 100,00      |  |
| Abstentions    | Abstentions                 | Abstentions    | 18 060       | 26,54        | 18 947      | 27,84       |  |
| Votants        | Votants                     | Votants        | 49 995       | 73,46        | 49 099      | 72,16       |  |
| Blancs et nuls | Blancs et nuls              | Blancs et nuls | 3 047        | 6,09         | 4 209       | 8,57        |  |
| Exprimés       | Exprimés                    | Exprimés       | 46 948       | 93,91        | 44 890      | 91,43       |  |

Le suppléant de Jean Desanlis était Claude Denis.

### Élections de 1997
| Candidat       | Candidat                 | Parti          | Premier tour | Premier tour | Second tour | Second tour |  |
| Candidat       | Candidat                 | Parti          | Voix         | %            | Voix        | %           |  |
| -------------- | ------------------------ | -------------- | ------------ | ------------ | ----------- | ----------- |  |
|                | Maurice Leroy élu        | UDF (FD)       | 16 189       | 35,57        | 26 092      | 55,38       |  |
|                | Daniel Chanet            | PS             | 11 894       | 26,13        | 21 024      | 44,62       |  |
|                | Aymar de Boisgrollier    | FN             | 7 016        | 15,42        |             |             |  |
|                | Patrick Callu            | PCF            | 4 281        | 9,41         |             |             |  |
|                | Madeleine Colin-Motheron | LDI (MPF)      | 2 626        | 5,77         |             |             |  |
|                | Dominique Joubert        | Les Verts      | 1 665        | 3,66         |             |             |  |
|                | Patrick Hardouin         | GÉ             | 1 046        | 2,3          |             |             |  |
|                | Laurence Rateau          | MÉI            | 796          | 1,75         |             |             |  |
|                |                          |                |              |              |             |             |  |
| Inscrits       | Inscrits                 | Inscrits       | 67 620       | 100,00       | 67 620      | 100,00      |  |
| Abstentions    | Abstentions              | Abstentions    | 19 056       | 28,18        | 16 976      | 25,1        |  |
| Votants        | Votants                  | Votants        | 48 564       | 71,82        | 50 644      | 74,9        |  |
| Blancs et nuls | Blancs et nuls           | Blancs et nuls | 3 051        | 6,28         | 3 528       | 6,97        |  |
| Exprimés       | Exprimés                 | Exprimés       | 45 513       | 93,72        | 47 116      | 93,03       |  |

Le suppléant de Maurice Leroy était Jean Desanlis, député sortant.

### Élections de 2002
|                | Maurice Leroy sortant réélu | UDF (UMP)        | 23 162 | 50,59  |  |  |  |
|                | Béatrice Arruga             | PS               | 9 386  | 20,5   |  |  |  |
|                | Hélène Mazur                | FN               | 4 983  | 10,88  |  |  |  |
|                | Patrick Callu               | PCF              | 2 524  | 5,51   |  |  |  |
|                | Dominique Hermelin          | Les Verts        | 1 565  | 2,19   |  |  |  |
|                | Fabien Poidevin             | LCR              | 1 004  | 2,19   |  |  |  |
|                | Christel Malard             | CPNT             | 851    | 1,86   |  |  |  |
|                | Alain Lombard               | LO               | 809    | 1,77   |  |  |  |
|                | Christine Spitz             | MPF              | 674    | 1,47   |  |  |  |
|                | Nicole Pichot               | MNR              | 532    | 1,16   |  |  |  |
|                | Harold Grenier              | Pôle républicain | 294    | 0,64   |  |  |  |
|                | Frédéric Ginisty            | Divers           | 0      | 0      |  |  |  |
|                |                             |                  |        |        |  |  |  |
| Inscrits       | Inscrits                    | Inscrits         | 69 373 | 100,00 |  |  |  |
| Abstentions    | Abstentions                 | Abstentions      | 22 388 | 32,27  |  |  |  |
| Votants        | Votants                     | Votants          | 46 985 | 67,73  |  |  |  |
| Blancs et nuls | Blancs et nuls              | Blancs et nuls   | 1 201  | 2,56   |  |  |  |
| Exprimés       | Exprimés                    | Exprimés         | 45 784 | 97,44  |  |  |  |

Le suppléant de Maurice Leroy était André Boissonnet, conseiller général du canton de Marchenoir, maire d'Oucques, conseiller en production végétale.

### Élections de 2007
| Candidat       | Candidat                    | Parti                      | Premier tour | Premier tour | Second tour | Second tour |  |
| Candidat       | Candidat                    | Parti                      | Voix         | %            | Voix        | %           |  |
| -------------- | --------------------------- | -------------------------- | ------------ | ------------ | ----------- | ----------- |  |
|                | Maurice Leroy sortant réélu | NC                         | 16 312       | 36,54        | 24 707      | 58,29       |  |
|                | Marie-Hélène Vidal          | PS                         | 9 816        | 21,99        | 17 676      | 41,71       |  |
|                | Jean-Yves Narquin           | Divers droite (Maj. prés.) | 8 420        | 18,86        |             |             |  |
|                | Jeanne Dumont               | FN                         | 2 439        | 5,46         |             |             |  |
|                | Patrick Callu               | PCF                        | 2 240        | 5,02         |             |             |  |
|                | Florent Grospart            | Les Verts                  | 1 746        | 3,91         |             |             |  |
|                | Fabien Poidevin             | LCR                        | 1 059        | 2,37         |             |             |  |
|                | Claude Bonnin               | CPNT                       | 805          | 1,8          |             |             |  |
|                | Christine Spitz             | MPF                        | 739          | 1,66         |             |             |  |
|                | Éric Labbé                  | Divers                     | 535          | 1,2          |             |             |  |
|                | Alain Lombard               | LO                         | 528          | 1,18         |             |             |  |
|                |                             |                            |              |              |             |             |  |
| Inscrits       | Inscrits                    | Inscrits                   | 70 851       | 100,00       | 70 851      | 100,00      |  |
| Abstentions    | Abstentions                 | Abstentions                | 25 058       | 35,37        | 26 426      | 37,3        |  |
| Votants        | Votants                     | Votants                    | 45 793       | 64,63        | 44 425      | 62,7        |  |
| Blancs et nuls | Blancs et nuls              | Blancs et nuls             | 1 154        | 2,52         | 2 042       | 4,6         |  |
| Exprimés       | Exprimés                    | Exprimés                   | 44 639       | 97,48        | 42 383      | 95,4        |  |

La requête de Jean-Yves Narquin, frère de Roselyne Bachelot-Narquin pour demander l'annulation de l'élection de Maurice Leroy a été rejetée par le Conseil Constitutionnel le 29 novembre 2007.
Le suppléant de Maurice Leroy était Pascal Brindeau. Pascal Brindeau remplace Maurice Leroy, nommé membre du gouvernement, du 15 décembre 2010 au 16 juin 2012.

### Élections de 2012
| Candidat       | Candidat                    | Parti           | Premier tour | Premier tour | Second tour | Second tour |  |
| Candidat       | Candidat                    | Parti           | Voix         | %            | Voix        | %           |  |
| -------------- | --------------------------- | --------------- | ------------ | ------------ | ----------- | ----------- |  |
|                | Maurice Leroy sortant réélu | NC (UMP, MoDem) | 22 458       | 43,42        | 28 847      | 58,05       |  |
|                | Karine Gloanec Maurin       | PS              | 15 331       | 29,64        | 20 850      | 41,95       |  |
|                | Jean-Yves Narquin           | RBM (FN)        | 6 766        | 13,08        |             |             |  |
|                | Patrick Callu               | FG (PCF)        | 3 042        | 5,88         |             |             |  |
|                | Florent Grospart            | EÉLV            | 1 229        | 2,38         |             |             |  |
|                | Patrick Rougevin-Bâville    | PCD             | 723          | 1,40         |             |             |  |
|                | Jeanne Dumont               | PDF             | 623          | 1,20         |             |             |  |
|                | Mariève Lambert             | DLR             | 464          | 0,90         |             |             |  |
|                | Claude Lamy                 | LO              | 284          | 0,55         |             |             |  |
|                | Éric Labbé                  | PVB             | 279          | 0,54         |             |             |  |
|                | Gérard Confino              | AÉI             | 270          | 0,52         |             |             |  |
|                | Alex Babarczi               | NPA             | 218          | 0,42         |             |             |  |
|                | Alain Alexandre             | AR              | 30           | 0,06         |             |             |  |
|                |                             |                 |              |              |             |             |  |
| Inscrits       | Inscrits                    | Inscrits        | 82 404       | 100,00       | 82 398      | 100,00      |  |
| Abstentions    | Abstentions                 | Abstentions     | 29 786       | 36,15        | 31 146      | 37,8        |  |
| Votants        | Votants                     | Votants         | 52 618       | 63,85        | 51 252      | 62,2        |  |
| Blancs et nuls | Blancs et nuls              | Blancs et nuls  | 901          | 1,71         | 1 555       | 3,03        |  |
| Exprimés       | Exprimés                    | Exprimés        | 51 717       | 98,29        | 49 697      | 96,97       |  |

Le compte de campagne de Maurice Leroy a été rejeté par décision du Conseil Constitutionnel sur requête de Jean-Yves Narquin pour publication d'encarts presse aux frais des contribuables.

### Élections de 2017
- Les élections législatives françaises de 2017 ont eu lieu les dimanches 11 et 18 juin 2017.

|                                                                               |                                                                                        |                           |                           |                          |                          |
|                                                                               |                                                                                        | Premier tour 11 juin 2017 | Premier tour 11 juin 2017 | Second tour 18 juin 2017 | Second tour 18 juin 2017 |
|                                                                               |                                                                                        |                           |                           |                          |                          |
|                                                                               |                                                                                        | Nombre                    | % des inscrits            | Nombre                   | % des inscrits           |
| Inscrits                                                                      | Inscrits                                                                               | 82 197                    | 100,00                    | 82 183                   | 100,00                   |
| Abstentions                                                                   | Abstentions                                                                            | 36 204                    | 44,05                     | 40 899                   | 49,77                    |
| Votants                                                                       | Votants                                                                                | 45 993                    | 55,95                     | 41 284                   | 50,23                    |
|                                                                               |                                                                                        |                           | % des votants             |                          | % des votants            |
| Bulletins blancs                                                              | Bulletins blancs                                                                       | 678                       | 1,47                      | 2 398                    | 5,81                     |
| Bulletins nuls                                                                | Bulletins nuls                                                                         | 246                       | 0,53                      | 1 014                    | 2,46                     |
| Suffrages exprimés                                                            | Suffrages exprimés                                                                     | 45 069                    | 97,99                     | 37 872                   | 91,74                    |
|                                                                               |                                                                                        |                           |                           |                          |                          |
| Candidat Étiquette politique (partis et alliances)                            | Candidat Étiquette politique (partis et alliances)                                     | Voix                      | % des exprimés            | Voix                     | % des exprimés           |
|                                                                               |                                                                                        |                           |                           |                          |                          |
|                                                                               | Maurice Leroy (député sortant) Union des démocrates et indépendants (Les Républicains) | 17 175                    | 38,11                     | 23 126                   | 61,06                    |
|                                                                               | Marlène Martin La République en marche !                                               | 12 145                    | 26,95                     | 14 746                   | 38,94                    |
|                                                                               | Jean-Yves Narquin Front national                                                       | 6 637                     | 14,73                     |                          |                          |
|                                                                               | Cécile Rivière La France insoumise                                                     | 4 089                     | 9,07                      |                          |                          |
|                                                                               | Christian Guellier Europe Écologie Les Verts (Parti socialiste)                        | 2 660                     | 5,90                      |                          |                          |
|                                                                               | Patrick Callu Parti communiste français                                                | 1 618                     | 3,59                      |                          |                          |
|                                                                               | Claude Lamy Lutte ouvrière                                                             | 331                       | 0,73                      |                          |                          |
|                                                                               | Catherine Evesque Divers (Union populaire républicaine)                                | 274                       | 0,61                      |                          |                          |
|                                                                               | Burhan Caglar Divers (Parti égalité et justice)                                        | 140                       | 0,31                      |                          |                          |
| Source : Ministère de l'Intérieur - Troisième circonscription de Loir-et-Cher |                                                                                        |                           |                           |                          |                          |

Maurice Leroy démissionne le 9 janvier 2019. Il est remplacé par son suppléant Pascal Brindeau.

### Élections de 2022
Les élections législatives françaises de 2022 ont eu lieu les dimanches 12 et 19 juin 2022.
| Résultats des élections législatives des 12 et 19 juin 2022 de la 3e circonscription du Loir-et-Cher |                          |                          |                          |              |              |             |             |
| Candidat                                                                                             | Candidat                 | Parti et coalition       | Nuance                   | Premier tour | Premier tour | Second tour | Second tour |
| Candidat                                                                                             | Candidat                 | Parti et coalition       | Nuance                   | Voix         | %            | Voix        | %           |
| | Christophe Marion        | LREM (ENS)               | ENS                      | 10 357       | 24,24        | 21 158      | 55,21       |
| | Marine Bardet            | RN                       | RN                       | 10 141       | 24,03        | 17 163      | 44,79       |
| | Pascal Brindeau          | UDI (UDC)                | UDI                      | 9 161        | 21,71        |             |             |
| | Noé Petit                | EELV (NUPES)             | NUP                      | 8 144        | 19,30        |             |             |
| | Sabrina Huet             | REC                      | REC                      | 1 508        | 3,57         |             |             |
| | Dabhia Kermad            | LFA                      | DVC                      | 918          | 2,18         |             |             |
| | Éric Doumas              | LMR                      | DVD                      | 780          | 1,85         |             |             |
| | Claude Lamy              | LO                       | DXG                      | 649          | 1,54         |             |             |
| | Isabelle Rabrault        | DLF (UPF)                | DSV                      | 539          | 1,28         |             |             |
| Votes valides                                                                                        | Votes valides            | Votes valides            | Votes valides            | 42 197       | 97,46        | 38 324      | 91,50       |
| Votes blancs                                                                                         | Votes blancs             | Votes blancs             | Votes blancs             | 781          | 1,80         | 2 699       | 6,44        |
| Votes nuls                                                                                           | Votes nuls               | Votes nuls               | Votes nuls               | 318          | 0,73         | 860         | 2,05        |
| Total                                                                                                | Total                    | Total                    | Total                    | 43 296       | 100          | 41 883      | 100         |
| Abstention                                                                                           | Abstention               | Abstention               | Abstention               | 38 630       | 47,15        | 40 045      | 48,88       |
| Inscrits / participation                                                                             | Inscrits / participation | Inscrits / participation | Inscrits / participation | 81 926       | 52,85        | 81 928      | 51,12       |

La suppléante de Christophe Marion est Christelle Pellé, maire d'Autainville.

### Élections de 2024
| Candidat                 | Candidat                  | Parti et coalition       | Nuance                   | Premier tour | Premier tour | Second tour | Second tour |
| Candidat                 | Candidat                  | Parti et coalition       | Nuance                   | Voix         | %            | Voix        | %           |
| ------------------------ | ------------------------- | ------------------------ | ------------------------ | ------------ | ------------ | ----------- | ----------- |
|                          | Virginia de Oliveira      | RN                       | RN                       | 22 682       | 41,07        | 24 877      | 45,29       |
|                          | Christophe Marion sortant | RE (ENS)                 | ENS                      | 20 014       | 36,24        | 30 055      | 54,71       |
|                          | Noé Petit                 | EELV (NFP)               | UG                       | 10 795       | 19,55        | Retrait     | Retrait     |
|                          | Claude Lamy               | LO                       | EXG                      | 986          | 1,79         |             |             |
|                          | Alexandre Bonnassieux     | REC                      | REC                      | 748          | 1,35         |             |             |
|                          |                           |                          |                          |              |              |             |             |
| Suffrages exprimés       | Suffrages exprimés        | Suffrages exprimés       | Suffrages exprimés       | 55 225       | 96,93        | 54 932      | 95,30       |
| Votes blancs             | Votes blancs              | Votes blancs             | Votes blancs             | 1 190        | 2,09         | 1 981       | 2,44        |
| Votes nuls               | Votes nuls                | Votes nuls               | Votes nuls               | 557          | 0,98         | 730         | 0,90        |
| Total                    | Total                     | Total                    | Total                    | 56 972       | 100          | 57 643      | 100         |
| Abstention               | Abstention                | Abstention               | Abstention               | 24 082       | 29,71        | 23 412      | 28,88       |
| Inscrits / participation | Inscrits / participation  | Inscrits / participation | Inscrits / participation | 81 054       | 70,29        | 81 055      | 71,12       |

La suppléante de Christophe Marion est Christelle Pellé, maire d'Autainville.

#### Département de Loir-et-Cher
- La fiche de l'INSEE de cette circonscription : « Tableaux et analyses de la troisième circonscription de Loir-et-Cher », sur insee.fr, site de l'Institut national de la statistique et des études économiques (consulté le 10 juin 2007) [PDF]

- « Tous les députés du département de Loir-et-Cher depuis 1789 » [archive du 30 septembre 2007], sur assemblee-nationale.fr, site de l'Assemblée nationale française (consulté le 10 juin 2007)

- « Informations contentieuses sur le département de Loir-et-Cher (Élections législatives de 2002) », sur conseil-constitutionnel.fr, site du Conseil constitutionnel (consulté le 13 juin 2007)

#### Circonscriptions en France
- « Carte des circonscriptions législatives en France », sur assemblee-nationale.fr, site de l'Assemblée nationale française (consulté le 20 juin 2007)

- « Résultats électoraux officiels en France », sur interieur.gouv.fr, site du ministère de l'Intérieur (France) (consulté le 13 juin 2007)

- Description et atlas des circonscriptions électorales de France sur http://www.atlaspol.com, Atlaspol, site de cartographie géopolitique, consulté le 13 juin 2007.